# اشتورتلا گونارشون
اِشتورتلا گونارشون (ایسلندی: Sturla Gunnarsson؛ زادهٔ ۳۰ اوت ۱۹۵۱) کارگردان و تهیه‌کننده اهل ایسلند و کانادا است.
او در ایسلند به‌دنیا آمده است و هنگامی که ۷ ساله بود، به همراه پدر و مادرش به شهر ونکوور در کانادا مهاجرت کرد. اِشتورتلا دانش‌آموختهٔ رشتهٔ ادبیات انگلیسی در دانشگاه بریتیش کلمبیا است و در همان حین، به فراگیری رشتهٔ فیلم‌سازی نیز پرداخت.
وی بابت آثارش برندهٔ جوایز گوناگونی همچون «جایزه امی»، «جایزه جینی»، «جایزه جمینای»، «جایزه ایتالیا» و «پری ویل دو کَن» شده و یکبار نیز نامزدِ دریافتِ «جایزه اسکار بهترین فیلم مستند» بود.
در سال ۲۰۱۰ میلادی، فیلمِ مستند او دربارهٔ «دیوید سوزوکی»، برندهٔ جایزهٔ جشنواره بین‌المللی فیلم تورنتو به انتخاب بینندگان شد.
از آثار مهم او می‌توان به باد موسمی، سربازان یخ، مردی که کریسمس را نجات داد و نیروی طبیعت: فیلمی دربارهٔ دیوید سوزوکی اشاره کرد.